# Alta marea (film 1991)
Alta marea è un film del 1991 diretto da Lucian Segura.
La pellicola è tratta dal racconto Giovani umani in fuga di Gianni Celati ed è stata realizzata nella zona del Polesine tra Berra, Serravalle e Ariano nel Polesine.